# Georg Herwegh
Georg Friedrich Rudolf Theodor Andreas Herwegh (* 31. Mai 1817 in Stuttgart; † 7. April 1875 in Lichtental) war ein revolutionärer gebürtiger deutscher Dichter des Vormärz und Übersetzer, der auf eigenen Wunsch ab 1843 auch die Schweizer Staatsbürgerschaft hatte. Im 19. Jahrhundert war er neben Heinrich Heine und Ferdinand Freiligrath einer der populärsten deutschsprachigen politischen Lyriker und neben Georg Weerth einer der bedeutendsten mit der deutschen Arbeiterbewegung verbundenen Dichter.

## Leben

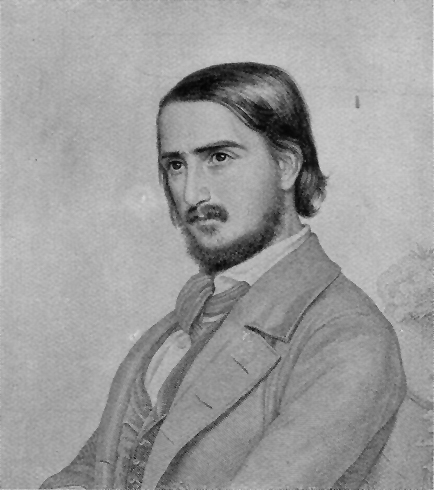
Carl Arnold Gonzenbach: Georg Herwegh

### 1817 bis 1848: Vormärz

#### Herkunft, Ausbildung

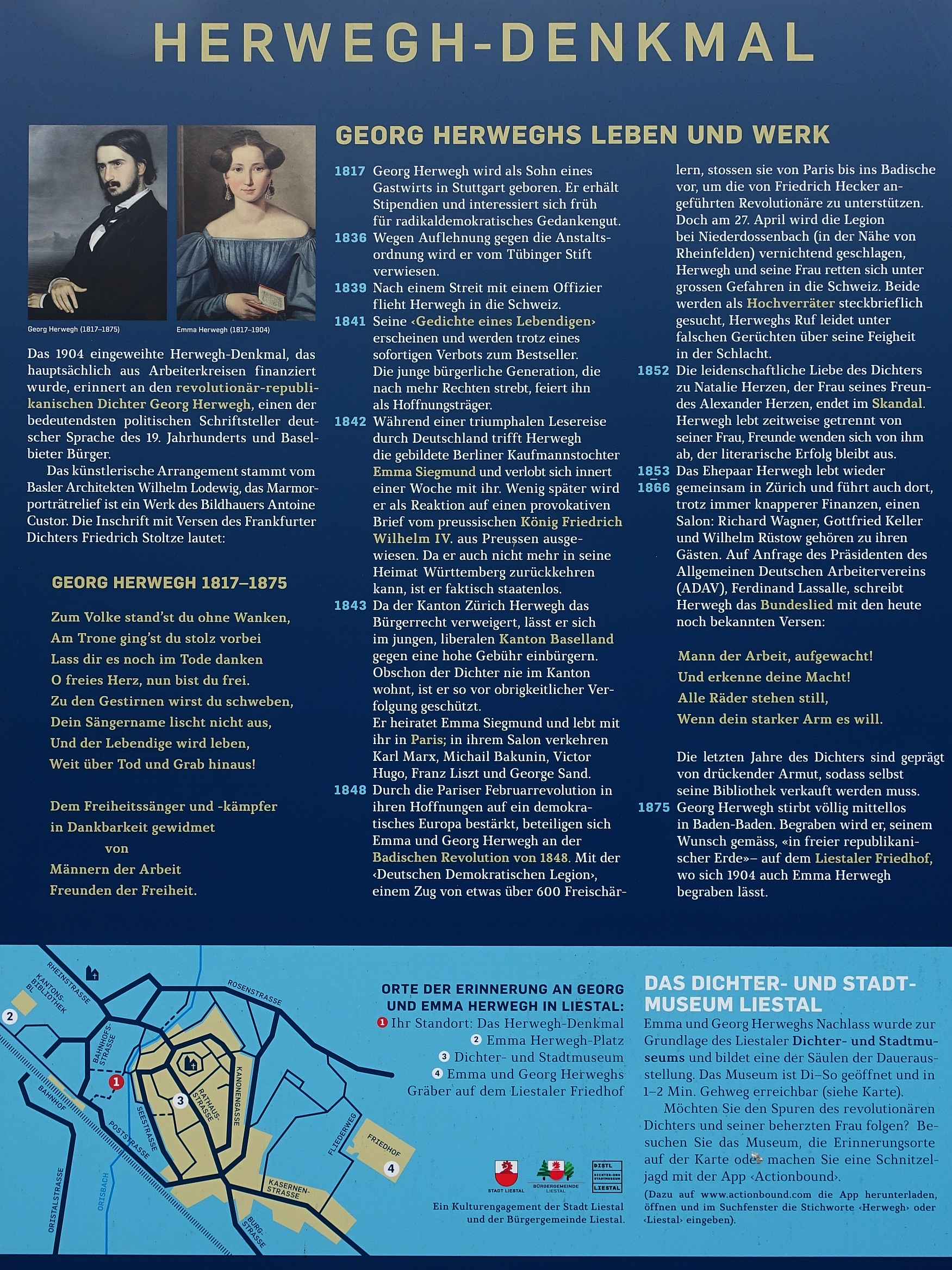
Informationstafel über Georg Herweghs Leben und Werk

Georg Herwegh wurde 1817 als Sohn des Gastwirts Ludwig Ernst Herwegh und seiner Ehefrau Rosine Catharina Herwegh geboren. Getauft wurde er am 15. Juni 1817 in der Stuttgarter Hospitalkirche. Ab 1828 wohnte er bei Verwandten und besuchte die Lateinschule in Balingen als Klassenkamerad von Gottlieb Rau. Von 1831 bis 1835 besuchte er nach bestandenem Landexamen das Evangelische Seminar (Gymnasium) im Kloster Maulbronn und studierte ab 1835 Theologie und Rechtswissenschaften in Tübingen als Stipendiat des Tübinger Stifts, dessen er 1836 verwiesen wurde. Während seines Studiums wurde er 1835 Mitglied der burschenschaftlichen Vereinigung der Patrioten Tübingen.
Ab 1836 war er als freier Schriftsteller in Stuttgart tätig. Ab 1837 arbeitete er sowohl an August Lewalds Zeitschrift Europa, als auch an Karl Gutzkows Blatt Telegraph für Deutschland mit.

#### Flucht in die Schweiz und Heirat
Im Jahr 1839 sah er sich veranlasst, in die Schweiz zu fliehen, weil er auf einem Maskenball einen königlich-württembergischen Offizier beleidigt hatte und ihm die militärische Zwangsrekrutierung drohte.
Seine Flucht führte ihn zunächst nach Emmishofen und dann nach Zürich, wo er für die von Johann Georg August Wirth herausgegebene Zeitschrift Deutsche Volkshalle den kritischen Teil redigierte. Er freundete sich mit dem Burschenschafter und Dichter August Follen an. Im Sommer 1841 erschien der erste Teil seiner Gedichte eines Lebendigen, die ein polemisches Gegenstück zu den Briefen eines Verstorbenen von Hermann von Pückler-Muskau darstellten und ihn auf einen Schlag berühmt machten. Zu den 1841 entstandenen Gedichten gehören Wiegenlied, Die bange Nacht und O Freiheit, Freiheit!.

O Freiheit, Freiheit! Nicht wo Hymnen schallen,

In reichgeschmückten fürstlichen Arkaden –

Freiheit! Du wohnst an einsamen Gestaden

Und liebst die Stille, wie die Nachtigallen.

Du fliehest das Geräusch der Marmorhallen,

Wo trunkne Schlemmer sich im Weine baden,

Du läßt in Hütten dich zu Gaste laden,

Wo Tränen in die leeren Becher fallen.

Ein Engel nahst du bei verschlossnen Türen,

Stellst lächelnd dich an deiner Treuen Bette

Und horchst der himmlischen Musik der Kette.

Nicht stolze Tempel wollen dir gebühren,

Drin wir als Opfer unsern Stolz dir bieten –

Wärst du die Freiheit, wenn wir vor dir knieten?
Von Herbst 1841 bis Februar 1842 reiste Herwegh nach Paris und traf dort mit Heinrich Heine zusammen, der ihn später in seinem Gedicht An Georg Herwegh ironisch als „eiserne Lerche“ verewigte. Nach seiner Rückkehr nach Zürich lieferte er sich einen publizistischen Kampf mit den Zürcher Konservativen. Aufgrund seiner bissigen Kommentare in der Augsburger Allgemeinen Zeitung und dem von Julius Fröbel herausgegebenen Blatt Schweizerischer Republikaner wurde er vom Zürcher Bezirksgericht zu einer Geldstrafe verurteilt.
Er arbeitete für die von Karl Marx redigierte Rheinische Zeitung und plante, den Deutschen Boten aus der Schweiz zu einem Kampforgan gegen die politische und soziale Unterdrückung in Deutschland umzustrukturieren. In dieser Zeit freundete er sich mit Ludwig Feuerbach an.
Im Jahr 1842 reiste er nach Deutschland, um Mitarbeiter für sein Zeitschriftenprojekt zu gewinnen, und schrieb an Karl Marx über den Konflikt der Freien in Berlin, für dessen Zeitung er schon geschrieben hatte. Außerdem bekam er eine Audienz beim preußischen König Friedrich Wilhelm IV., der gleich nach dem Treffen mit Herwegh die Zeitschrift noch vor ihrer Veröffentlichung verbieten ließ. Im Dezember ließ Friedrich Wilhelm IV. Herwegh aus Preußen ausweisen, nachdem dieser sich in einem offenen Brief über die politischen Verhältnisse in Deutschland beschwert hatte. Auf der Rückreise in die Schweiz lernte er in Leipzig den Anarchisten Michail Bakunin kennen, der ihn mit seinen späteren Schriften immer wieder beeinflusste.
1843 wohnte Herwegh wiederum im Kanton Zürich, wo er Verbindungen zur kommunistischen Handwerkerbewegung herstellte. Am 8. März 1843 vermählte er sich in Baden AG mit Emma Siegmund, der Tochter eines Berliner Bankiers. Außerdem pflegte er gute Kontakte zu Ludwig Büchner, August Becker und Wilhelm Weitling, dem prägenden Theoretiker des „Bundes der Gerechten“. Von 1842 bis 1843 arbeitete er als Redakteur für die Zeitschrift Die junge Generation und veröffentlichte 1843 Einundzwanzig Bogen aus der Schweiz, eine Sammlung unveröffentlichter Beiträge für die Zeitschrift, die die Zwanzig-Bogen-Klausel der deutschen Zensur umgehen sollte.
Spottet des Völkleins nicht! Es hat ja den römischen Adler

eine geringere Zahl solcher Apostel gestürzt.
Da die Gesinnungsfreunde Herweghs den Unwillen der konservativen Zürcher Regierung auf sich gezogen hatten und der Kanton Zürich deren Ausweisung vorbereitete, erwarb Herwegh gegen eine hohe Gebühr das Bürgerrecht von Augst im Kanton Basel-Landschaft. Dieser Kanton entstand erst 10 Jahre davor durch gewalttätige Sezession von der Stadt Basel und war somit revolutionär gemäß Herweghs Verständnis. Der noch junge und klamme Kanton umgekehrt profitierte finanziell. Wohnsitz im Baselbiet nahm Herwegh jedoch nie. Vielmehr siedelte er 1843, vom württembergischen König unter der Bedingung der Auswanderung begnadigt, nach Paris um. Er begegnete dort erneut Karl Marx und Michael Bakunin. Des Weiteren lernte er Jenny Marx, Moses Hess, George Sand, Victor Hugo, Lamartine, Béranger, Carl Vogt und andere prominente Intellektuelle jener Zeit kennen. 1843 erschien hier der zweite Teil seiner Gedichte eines Lebendigen, dem es an Dynamik des ersten Bandes fehlte, der jedoch seine republikanischen Tendenzen noch bestimmter zeigte.

### 1848 bis 1875: Märzrevolution, Engagement für den Sozialismus

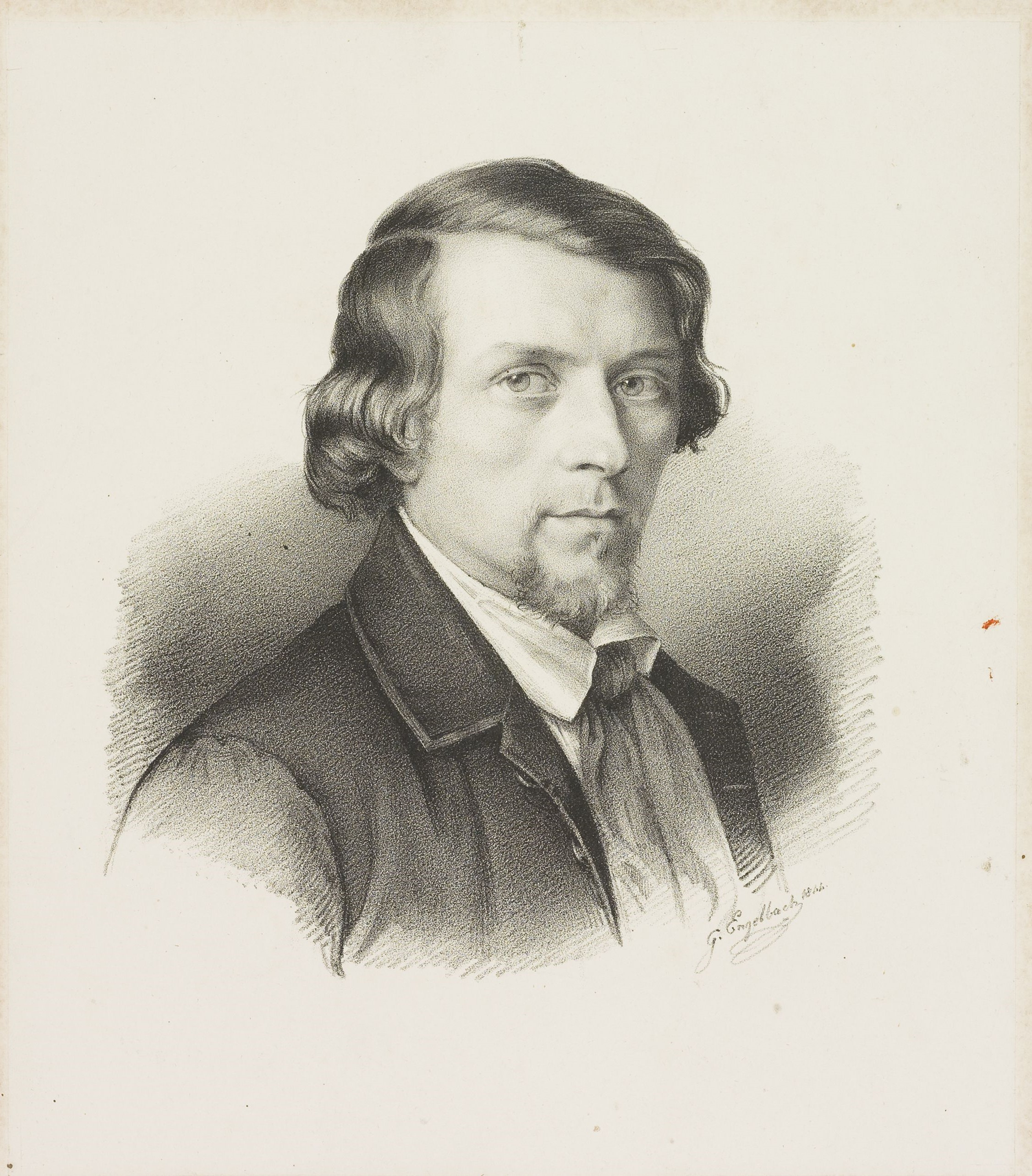
Georg Herwegh, 1855

Nach der Pariser Februarrevolution 1848 wurde Herwegh Präsident der Deutschen Democratischen Gesellschaft in Paris und der Deutschen Demokratischen Legion.
Gegen alle Einsprüche und Ratschläge von Karl Marx und Friedrich Engels eilte er mit einer kleinen bewaffneten Truppe den radikaldemokratischen Aufständischen um Friedrich Hecker in Baden während der Märzrevolution zu Hilfe (vgl. auch Badische Revolution). Am 27. April 1848 wurde die Deutsche Demokratische Legion von württembergischen Truppen im Gefecht bei Dossenbach (nahe Schopfheim) besiegt. Die Freischar von Friedrich Hecker, der so genannte Heckerzug, war schon eine Woche zuvor im Gefecht auf der Scheideck bei Kandern im Schwarzwald besiegt und aufgerieben worden, ohne dass es zur Vereinigung mit Herweghs Freischar gekommen war.

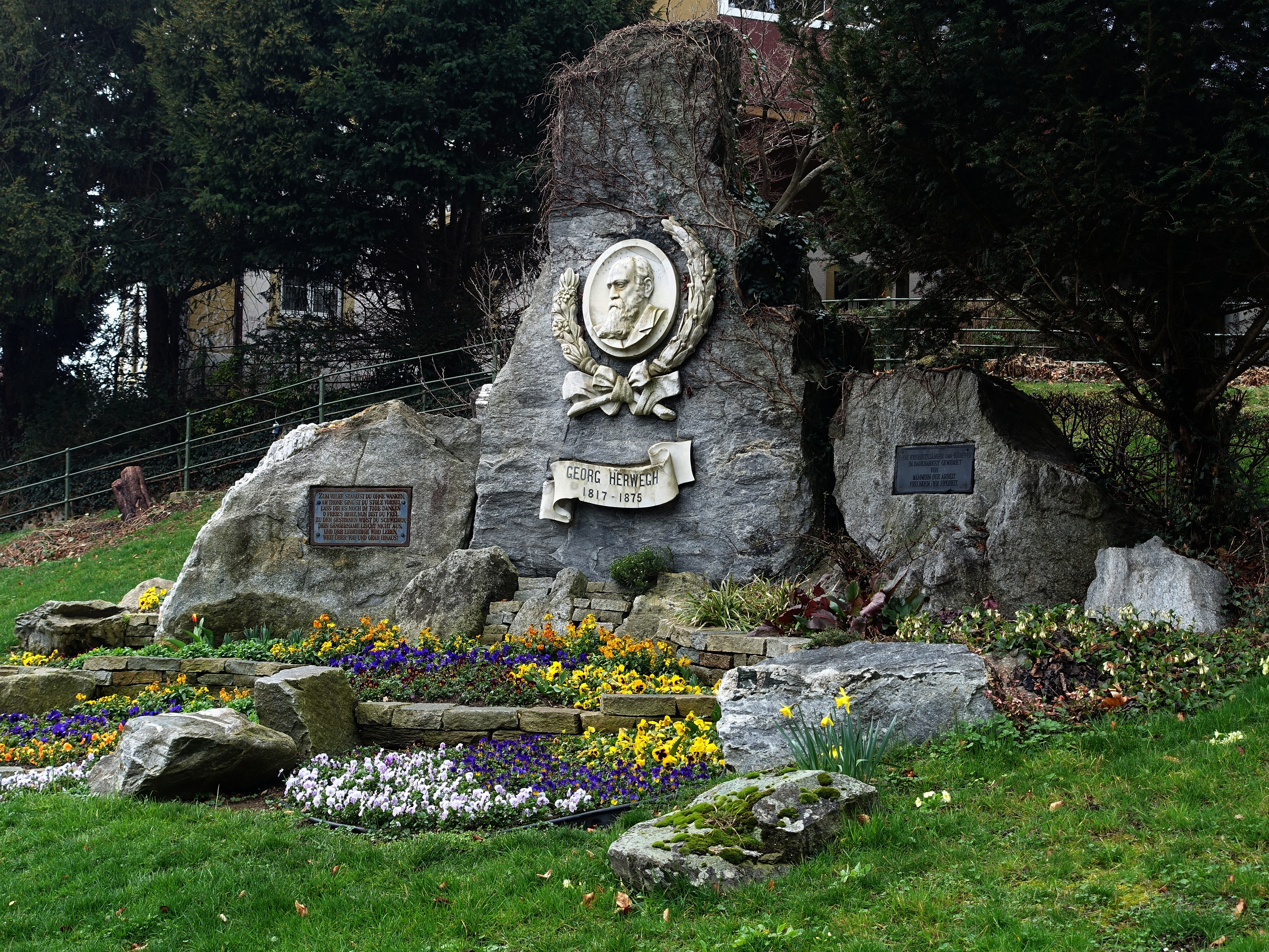
Denkmal in Liestal

Nach dieser Niederlage musste Herwegh erneut fliehen. Ein Gastwirt aus Karsau schickte Georg Herwegh und Emma Herwegh zur Tarnung in Arbeitskleidern aufs Feld und verhalf ihnen abends auf einem Mistwagen zur Flucht nach Rheinfelden in der Schweiz – und wieder endete seine Flucht in der Schweiz. Sein kleiner Aufstand zur Unterstützung der radikaldemokratischen Bewegung im Großherzogtum Baden führte schließlich zum Bruch mit den Begründern des wissenschaftlichen Sozialismus.
Bei seiner darauffolgenden Reise nach Frankreich lernte er Alexander Herzen und Iwan Sergejewitsch Turgenew kennen.
Anfang der 1850er Jahre war Herweghs Haus in Zürich ein Treffpunkt für Leute wie Richard Wagner, Gottfried Semper, Wilhelm Rüstow und Franz Liszt. Hier kam es auch zum Bruch mit Alexander Herzen, dessen Frau Natalja Herwegh leidenschaftlich liebte. Er arbeitete während dieser Zeit für die Schweizer liberale Presse und anonym für die satirische Zeitschrift Kladderadatsch.
Im Jahr 1863 wurde Herwegh zum Bevollmächtigten des neu gegründeten Allgemeinen Deutschen Arbeitervereins (ADAV) in der Schweiz. Der ADAV war die erste Vorläuferorganisation der späteren Sozialdemokratischen Partei Deutschlands (SPD).
Zur Gründung des ADAV schrieb Herwegh 1863 Das Bundeslied als Hymne auf das revolutionäre Proletariat. Im Folgenden die letzten drei von insgesamt zwölf Strophen des Bundeslieds:
Mann der Arbeit, aufgewacht!

Und erkenne deine Macht!

Alle Räder stehen still.

Wenn dein starker Arm es will.

Deiner Dränger Schar erblaßt,

Wenn du, müde deiner Last,

In die Ecke stellst den Pflug.

Wenn du rufst: Es ist genug!

Brecht das Doppeljoch entzwei!

Brecht die Not der Sklaverei!

Brecht die Sklaverei der Not!

Brot ist Freiheit, Freiheit Brot!
Das Bundeslied wurde sehr schnell verboten und konnte jahrelang nur illegal verbreitet werden. Gleichwohl gilt es bis heute als eines der bekanntesten deutschen Arbeiterkampflieder.
Herwegh befreundete sich mit dem Begründer des ADAV, Ferdinand Lassalle, der ihn zur Abfassung des Bundesliedes und Hans von Bülow zu dessen Vertonung gedrängt hatte, und von dem er sich aber später wegen dessen gemäßigter, eher reformorientierter und staatskonformer Haltung distanzierte. Auch dem ADAV entfremdete er sich wieder.

#### Rückkehr nach Deutschland
1866 kehrte Herwegh als Mitstreiter der Ersten Internationale und Interessenvertreter der Arbeiterklasse nach Deutschland zurück und wurde noch im selben Jahr zum Ehrenkorrespondenten der Ersten Internationale ernannt.
1869 schloss sich Herwegh der von August Bebel und Wilhelm Liebknecht gegründeten marxistisch-revolutionären Sozialdemokratischen Arbeiterpartei (SDAP) an, die sich 1875 mit dem ADAV vereinigte.
Herwegh wurde zum ständigen Mitarbeiter des sozialdemokratischen Blatts Der Volksstaat und veröffentlichte in dieser Position seine schärfsten politischen Gedichte. Er verurteilte darin den preußischen Militarismus, den Deutsch-Französischen Krieg von 1870/71 und das deutsche Kaiserreich.

#### Tod und Nachrufe

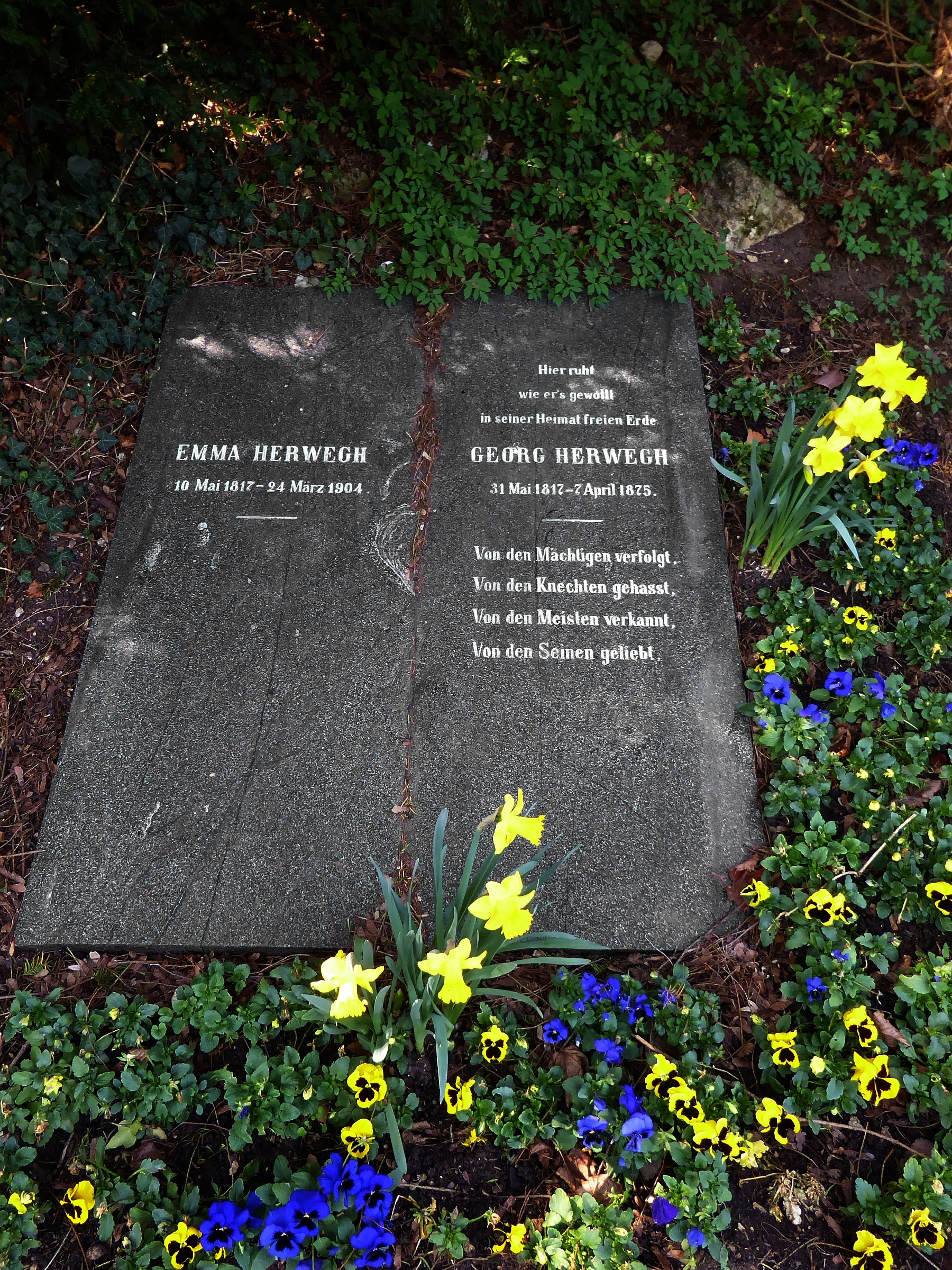
Grab auf dem Friedhof Liestal

Am 7. April 1875 starb Herwegh im heute zu Baden-Baden gehörenden Lichtental. Begraben ist er in der Hauptstadt des Kantons Basel-Landschaft, in Liestal, obwohl er in Liestal nie wohnte oder Bürger war (wohl aber Bürger von Augst im gleichen Kanton). Für die Überführung des Leichnams war seine Witwe besorgt. Sie erfüllte damit den Wunsch des Verstorbenen, in „seinem Heimatkanton, in freier republikanischer Erde“ begraben zu sein.
Das Grab – in welchem im Jahr 1904 auch seine Ehefrau bestattet wurde – besteht weiterhin auf dem Liestaler Friedhof. Seine Grabinschrift lautet:

„Hier ruht, wie er’s gewollt, in seiner Heimat freien Erde

Georg Herwegh 31. Mai 1817 – 7. April 1875
Von den Mächtigen verfolgt,

Von den Knechten gehaßt,

Von den meisten verkannt,

Von den Seinen geliebt.“

Ebenfalls in Liestal, an zentraler Lage unweit des Bahnhofs und der Altstadt, ist 1904 durch deutsche und Schweizer Arbeitervereine „dem Freiheitssänger und -kämpfer in Dankbarkeit gewidmet von Männern der Arbeit Freunden der Freiheit“ ein Denkmal errichtet worden. Es ist mit der dritten Strophe des Gedichts An Herweghs Grab des Frankfurter Dichters und Kampfgefährten Herweghs, Friedrich Stoltze, versehen. In einem Nachruf auf Herwegh schrieb dieser auch:
Nie sang, der Freiheit Heil verkündend,

Ein Dichterherz mit solcher Glut,

In allen Seelen fuhr es zündend,

Dem Volke wuchs der stolze Mut,

Zu den Gestirnen wirst du schweben,

Dein Sängername löscht nicht aus.

Und der Lebendige wird leben

Auch über Tod und Grab hinaus.
Auf dem Denkmal sind zwei Metallplatten angebracht. Auf deren linken Seite vom Porträt steht folgendes geschrieben. Zum Volke standst Du ohne wanken, am Trone gingst Du stolz vorbei, lass Dir es noch im Tode danken o freies Herz, nun bist Du frei. Zu den Gestirnen wirst Du schweben, dein Sängername lischt nicht aus, und der Lebendige wird Leben, weit über Tod und Grab hinaus! Auf der rechten Seite steht: Dem Freiheitssänger und Kämpfer. In Dankbarkeit gewidmet von Männern der Arbeit, Freunden der Freiheit.

## Rezeption
Marcel Herwegh vermachte wesentliche Teile des Nachlasses von Georg Herwegh und Emma Herwegh an die Stadt Liestal mit der Auflage, ein Museum einzurichten. Der Nachlass bildet heute einen erheblichen Teil des Dichter- und Stadtmuseums Liestal.
Obgleich Herwegh im Unterschied zu anderen Intellektuellen seiner Zeit ein entschiedener Gegner des nach dem Deutsch-Französischen Krieg aufkommenden Nationalismus war, ist die Wirkung seiner Gedichte auch umstritten. Mit der teilweise pathetischen, kämpferischen und gewaltbereiten Sprache insbesondere seiner frühen Gedichte eines Lebendigen habe er sich wenig von der Sprache seiner Feinde unterschieden und wäre somit auch als Wegbereiter eines aggressiven Nationalismus, des Wilhelminismus, zu sehen, meint Ulrich Enzensberger in seiner Biographie Herwegh. Ein Heldenleben.

## Werke
- Leicht Gepäck. 1840.

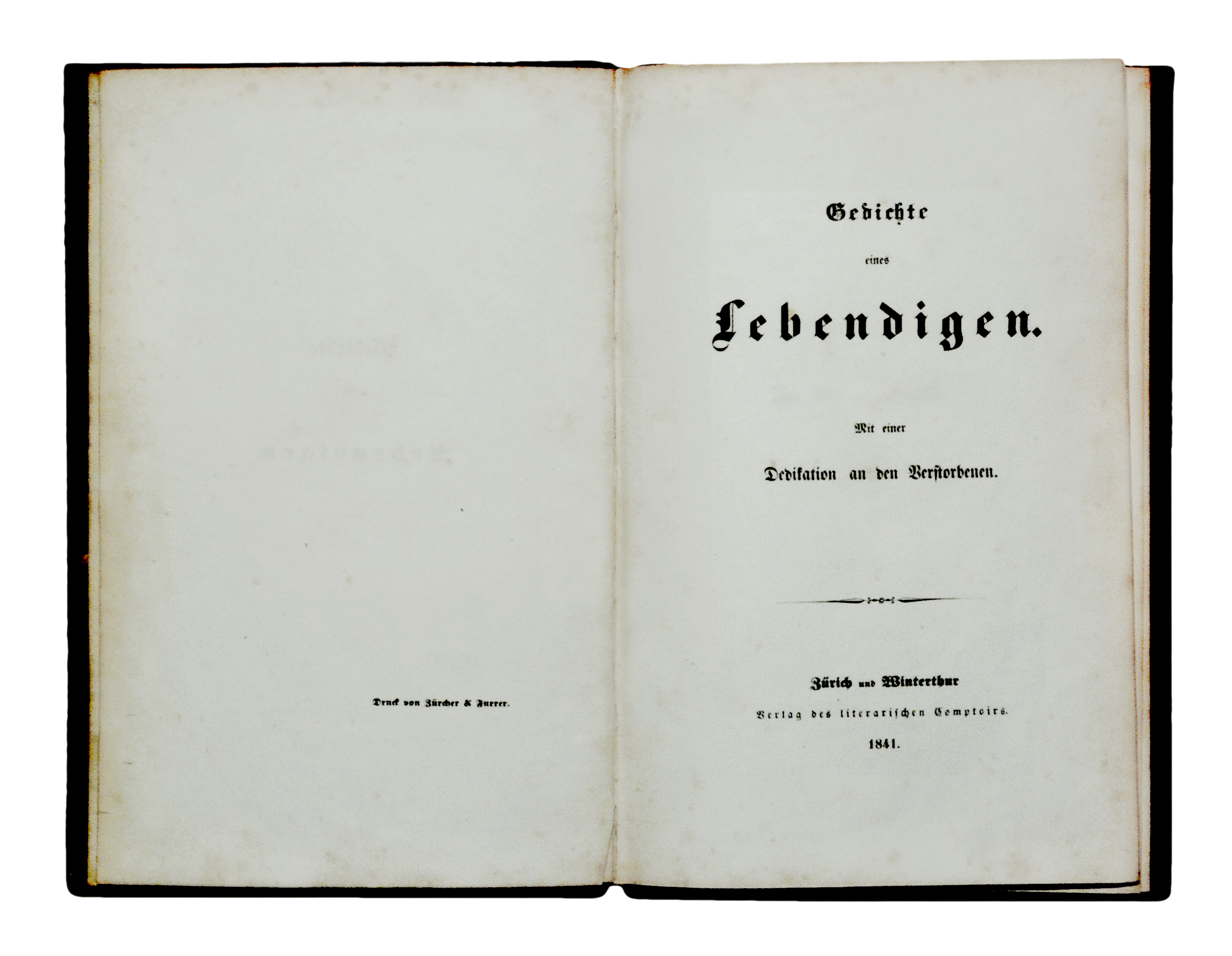
Titelblatt des Erstdruckes (ohne Nennung des Verfassers)

- Die deutsche Flotte. Eine Mahnung an das deutsche Volk. Verlag des  Literarischen Comptoirs, Zürich 1841 (digitale-sammlungen.de).
- Gedichte eines Lebendigen. Band 1, 1841. (siehe Abb. rechts) (Digitalisat und Volltext im Deutschen Textarchiv).
- Einundzwanzig Bogen aus der Schweiz. Hrsg. von Georg Herwegh. Verlag des Literarischen Comptoirs, Zürich/Winterthur 1843. (2. Auflage: Frid. Schmid’sche Buchhandlung und Buchdruckerei, Glarus 1844.)
- Gedichte eines Lebendigen. Band 2, 1843 (Digitalisat und Volltext im Deutschen Textarchiv).
- Gedichte und kritische Aufsätze aus den Jahren 1839 und 1840. Verl.-Buchh., Bellevue bei Konstanz 1845.
- Zwei Preußenlieder. 1848.
- Die Schillerfeier in Zürich. 1860.
- Bundeslied für den Allgemeinen Deutschen Arbeiterverein. 1863 (Link zum Digitalisat).
- Neue Gedichte herausgegeben nach seinem Tode. Verlags-Magazin, Zürich 1877.
- Das Lied vom Hasse. 1841.
- Zu Frankfurt an dem Main. 1848.

### Briefe
Herausgegeben von Marcel Herwegh:
- 1848: Briefe von und an Georg Herwegh. Langen, Paris 1896 (archive.org).
- Georg Herwegh’s Briefwechsel mit seiner Braut. Lutz, Stuttgart 1906 (archive.org).
- Au printemps des dieux. Correspondance inédite de la Comtesse Marie d’Agoult et du poète Georges Herwegh (= Les documents bleus. Band 11). Gallimard, Paris 1929.

### Werkausgaben
- Georg Herwegh: Werke und Briefe. Kritische und kommentierte Gesamtausgabe. 6 Bde., hg. v. Ingrid Pepperle in Verb. mit Volker Giel, Heinz Pepperle, Norbert Rothe und Hendrik Stein. Aisthesis, Bielefeld 2005–2019.

### Übersetzungen
- A. von Lamartine’s Sämmtliche Werke. 6 Bände. Rieger, Stuttgart, 1839–1840.
- William Shakespeare’s Dramatische Werke. 7 Bände (20, 24, 27, 29, 34, 36, 37). Brockhaus, Leipzig 1869/1871.

## Literarische Verarbeitung
- Dirk Kurbjuweit: Die Freiheit der Emma Herwegh. Roman. Hanser, München 2017, ISBN 978-3-446-25464-0.